# Линнамяэ (Ляэнемаа)
Ли́ннамяэ (эст. Linnamäe) — деревня в волости Ляэне-Нигула уезда Ляэнемаа, Эстония. 
До 2013 года входила в состав волости Ору (упразднена) и была её административным центром.

## География и описание
Расположена на перекрёстке шоссе Хаапсалу—Кейла и Нигула—Ригулди, в 5 километрах к северу от волостного центра — посёлка Таэбла, и в 10 км к северо-востоку от уездного центра — города Хаапсалу. Высота над уровнем моря — 14 метров. Земли северо-западной части деревни входят в территорию природного заповедника Силма.
Климат умеренный. Официальный язык — эстонский. Почтовые индексы: 91001, 91092 (до востребования).

## Население
По данным переписи населения 2021 года, в Линнамяэ насчитывалось 393 жителя, из них 368 (94,8 %) — эстонцы.
По данным переписи населения 2011 года, вдеревне проживали 389 человек, из них 382 (99,2 %) — эстонцы.
Численность населения деревни Линнамяэ по данным переписей населения:
| Год  | 1979 | 1989  | 2000  | 2011  | 2021  |
| ---- | ---- | ----- | ----- | ----- | ----- |
| Чел. | 250  | ↗ 480 | ↘ 472 | ↘ 389 | ↗ 393 |

Численность населения деревень Пийламаа и Капри, из которых в 1977 году была сформирована деревня Линнамяэ:
| Деревня / год | 1959 | 1970  |
| ------------- | ---- | ----- |
| Пийламаа      | 244  | ↘ 165 |
| Капри         | 156  | ↘ 141 |

## История
В 1920–1930-х годах название Линнамяэ носил посёлок на перекрёстке дорог Таллин—Хаапсалу и Ригулди—Ляэне-Нигула, позже он исчез из списка населённых пунктов. В 1977 году Линнамяэ был сформирован с официальным статусом деревни из деревень Капри (эст. Kapri) и Пийлама (эст. Piilama). 

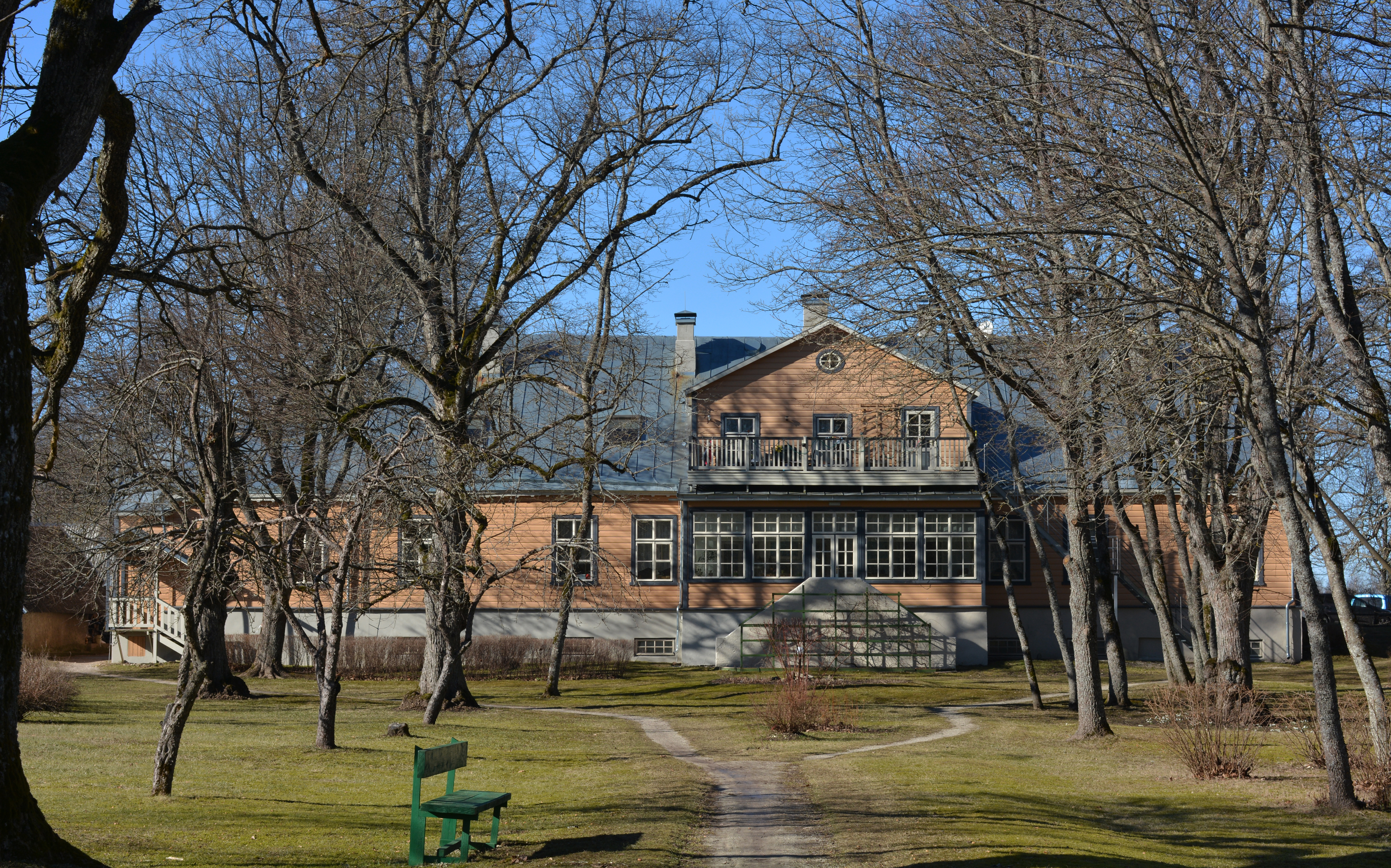
Главное здание мызы Гогенгейм (Ряэгу), 2015 год

О деревне Пийлама (также Пийламаа (эст. Piilamaa)) имеются сведения с XVI века (в 1518 году упоминается Pilemeck). 
Топоним Капри впервые упоминается в 1535 году (Kappern), в 1591 году упоминается Kappere (деревня), в 1663 году — Kapper, примерно в 1900 году — Капра (деревня).
В границах деревни Линнамяэ находится бывшая мыза Гогенгейм (нем. Hohenheim, Ряэгу, эст. Räägu mõis), которая в 1816 году была отделена от мызы Кервель (нем. Kerwel, Кярбла, эст. Kärbla mõis) и со второй половины XIX века снова стала основной мызой владельца Кервеля. Деревянный господский особняк мызы, сохранившийся до наших дней, был построен в 1835 году и внесён в Государственный регистр памятников культуры Эстонии как памятник архитектуры.
В советское время деревня была центром колхоза «Линнамяэ» (площадь земельных угодий 9800 га, численность работников в 1978 году — 257 чел.).
В двух километрах к северу от деревни расположено основанное баптистами кладбище Ведра.

## Инфраструктура
В деревне работают основная школа (в 2002/2003 учебном году 129 учеников, в 2009/1010 учебном году — 75, в 2023/2024 учебном году — 167 учеников), детский сад, Оруский культурный центр, где есть библиотека, и продуктовый магазин.